# Чэнь Цзюнмин
Чэнь Цзюнми́н (кит. трад. 陳炯明, упр. 陈炯明, пиньинь Chén Jiǒngmíng, 13 января 1878 — 22 сентября 1933) — юрист, боевой командир, соратник, а затем противник Сунь Ятсенa, один из руководителей китайских анархистов.

## Биография
Чэнь Цзюнмин родился в 1878 году в Гуандуне под именем Чэнь Цзе. Он родился в семье богатого землевладельца и в 5 лет его отправили обучаться в частную школу. В 22 года получил учёную степень сюцая, принял имя Цзюнмин, а также второе имя Цзинцунь. В 1905 он стал школьным учителем, а в 1906 попытался создать свою школу для подготовки учителей, однако ему это не удалось. После этого он поступил в Кантонскую академию права и политологии, где получил диплом с отличием в 1908.
Отстаивая будущее Китая как федеративной республики, Чэнь Цзюнмин был приверженцем федеральных взглядов и противником централистской модели, насаждаемой сверху насильственно. В свою очередь, Сунь Ятсен опасался, что такого рода федералистское движение лишь играет на руку полуфеодальным правителям-милитаристам. Вследствие разногласий на этой почве в 1922 атаковал резиденцию Сунь Ятсена, вынудив его к побегу из Кантона.
После первой войны между Чжилийской и Фэнтяньской кликами в 1922 г., началось сильное движение за воссоединение северного и южного правительств путём принуждения соперничавших президентов Сунь Ятсена и Сюй Шичана покинуть свои посты и передать власть Ли Юанхуну как президенту объединённой республики. Чэнь воспринял идею с энтузиазмом, но Сунь полагал, что новое правительство стало бы марионеткой Чжилийской клики.
Вскоре между Сунь Ятсеном и Чэнь Цзюнмином возникла размолвка по поводу продолжения Северного похода. Сунь предполагал начать с оккупации Гуанси. Затем Чэнь должен был ворваться в Хунань. После того, как У Пэйфу из Чжилийской клики в Пекине признал его власть на юге, Чэнь предал Сунь Ятсена. Неожиданно подняв вооружённый бунт против Гоминьдана в 1922 г., Чэнь атаковал его резиденцию и канцелярию. Сунь Ятсен был вынужден бежать на крейсер «Юнфэн» и отложить Северный поход.
Вследствие этого он долгое время изображался в негативном свете как коммунистическими, так и тайваньскими историками. Первой попыткой пересмотреть эту позицию стала научная работа Уинстона Се. Исследователи анархизма в Китае отмечают у Чэнь Цзюньмина горячую приверженность этой идеологии.
Чэнь был среди основателей и патронов одной из анархистских террористических группировок времён революции 1910—1911, отличавшейся идеализмом и высотой нравственных устремлений. После отречения последней династии она была распущена, но Чэнь продолжал покровительствовать анархистам, ставшим активными реформаторами в Кантоне. В период Движения 4 мая 1919 Чэнь с помощью друзей-интеллектуалов создал «идеальный город» «новой культуры» в Чжанчжоу, Фуцзянь.
Программа анархистов отличалась радикализмом, в котором просматриваются буддийские и даосские черты, противостоящие консерватизму цинского конфуцианства: предлагалось отказаться от употребления мяса, табака и спиртного, упразднить использование слуг и рикшей, отказаться от институтов брака, употребления фамилий и участия в правительственных организациях.
Коммуна Чжанчжоу, пытающаяся воплотить их в жизнь, была настолько неординарным предприятием, что привлекла к себе внимание как в Китае, так и за рубежом. Например, немецкая газета называла Чжанчжоу «звездой Востока», а восторженные студенты Пекинского университета дали Чжанчжоу прозвание «Москвы южного Фуцзяня».
Джон Дьюи, посетивший Китай с курсом лекций в 1919—1921, дал высокую оценку федеральной программе (см. Соединённые Штаты Китая), которую Чэнь начал осуществлять в Гуандуне, с надеждой что другие провинции последуют его примеру. После посещения Гуандуна весной 1921 Дьюи описывал концепцию Чэня как идею единения Китая «самим народом, без применения силы — только посредством нормальной политической эволюции».
Чэнь способствовал сотрудничеству Гоминьдана с Коммунистической партией Китая, пригласив представителей КПК в Гуандун. Затем он порвал с Сунь Ятсеном и стал врагом Кантонского республиканского правительства. Экспедиция, посланная Кантонским правительством в 1923 году под командой Чан Кайши, добилась в 1924 разгрома сил Чэнь Цзюнмина, который бежал в Гонконг, откуда продолжал критиковать Гоминьдан. Возглавил Китайскую партию стремления к справедливости (Чжигундан).
Умер от тифа в 1933 году. После смерти Чэня его собственная партия, подписавшая в 1947 году соглашение о едином фронте с коммунистами, стала вспоминать своего основателя всё реже.